# Aktiengesellschaft Cellere
Die Aktiengesellschaft Cellere ist eine national tätige Schweizer Unternehmensgruppe in der Baubranche mit Sitz in St. Gallen. Das Unternehmen beschäftigt rund 600 Mitarbeiter und erwirtschaftete 2017 einen Umsatz von 130 Millionen Schweizer Franken.

## Tätigkeitsbereich
Die Cellere-Gruppe ist seit der Gründung im Strassen- und Tiefbau tätig. Das Aufgabengebiet reicht von der Erstellung einer Natursteinmauer bis hin zur Sanierung von Nationalstrassen. Neu bietet Cellere auch Baumeisterarbeiten im Bereich Umbau und Renovationen von Liegenschaften an. Zudem umfasst der Dienstleistungskatalog auch Nischenangebote wie Pflästerungen und Reitplatzbau.

## Geschichte
Die Gruppe wurde im Jahre 1909 gegründet, als sich Lodovico Cellere selbständig machte. Mit Marco Cellere ist nun die vierte Generation in der operativen Leitung der Cellere-Gruppe tätig.